# Championnat d'Azerbaïdjan de football 2014-2015
Navigation
Édition précédente Édition suivante
La saison 2014-2015 du Championnat d'Azerbaïdjan de football est la 23e édition de la première division en Azerbaïdjan. Les dix meilleurs clubs du pays sont regroupés au sein d'une poule unique où ils s'affrontent quatre fois, deux fois à domicile et deux fois à l'extérieur. En fin de saison, le dernier du classement est relégué et remplacé par le champion de deuxième division.
C'est le Qarabağ FK, tenant du titre, qui remporte à nouveau la compétition après avoir terminé en tête du classement final, avec cinq points d'avance sur l'Inter Bakou et quatorze sur le FK Qabala. C'est le troisième titre de champion d'Azerbaïdjan de l'histoire du club, qui réussit même le doublé en s'imposant en finale de la Coupe d'Azerbaïdjan face au FK Neftchi Bakou.

## Participants
| \| Araz Sumgayit Simurq Khazar Qabala Qarabağ Bakou Clubs de Bakou · AZAL Bakou · FK Bakou · Inter Bakou · Neftchi Bakou \| Localisation des clubs engagés dans le championnat. |
| Araz Sumgayit Simurq Khazar Qabala Qarabağ Bakou Clubs de Bakou · AZAL Bakou · FK Bakou · Inter Bakou · Neftchi Bakou                                                           |

Les 9 premiers du Championnat d'Azerbaïdjan de football 2013-2014 ainsi que le premier du Championnat d'Azerbaïdjan de D2 2013-2014 participent à la compétition.
Légende des couleurs
- Deuxième tour de qualification de la Ligue des champions 2014-2015
- Deuxième tour de qualification de la Ligue Europa 2014-2015
- Premier tour de qualification de la Ligue Europa 2014-2015
- Promu de I Divizionu 2013-2014

| Club              | Classement 2013-2014 | Entraîneur                                       | Depuis | Stade                | Capacité théorique |
| ----------------- | -------------------- | ------------------------------------------------ | ------ | -------------------- | ------------------ |
| Qarabağ FK        | 1                    | Gurban Gurbanov                                  | 2008   | Stade Tofiq-Béhramov | 31 200             |
| Inter Bakou       | 2                    | Kakhaber Tskhadadze                              | 2009   | Inter Arena          | 8 125              |
| FK Qabala         | 3                    | Dorinel Munteanu Sanan Gurbanov Roman Hryhorchuk | 2014   | Stade Qabala         | 4 000              |
| Neftchi Bakou     | 4                    | Boyukagha Hajiyev Arif Asadov                    | 2014   | Bakcell Arena        | 15 000             |
| FK Bakou          | 5                    | Ibrahim Uzunca                                   | 2014   | Stade FK Bakou       | 2 000              |
| Khazar Lankaran   | 6                    | Oğuz Çetin Elbrus Mammadov                       | 2014   | Stade Lankaran       | 15 000             |
| Simurq Zaqatala   | 7                    | Giorgi Chikhradze                                | 2011   | Stade Zaqatala       | 3 500              |
| AZAL Bakou        | 8                    | Tarlan Ahmadov                                   | 2013   | AZAL Arena           | 3 500              |
| FK Sumgayit       | 9                    | Agil Mammadov                                    | 2013   | Kapital Bank Arena   | 15 350             |
| Araz Nakhitchevan | 1 (D2)               | Asgar Abdullayev                                 | 2013   | Stade Nakhitchevan   | 12 800             |

## Compétition

### Classement
Le classement est établi sur le barème de points classique (victoire à 3 points, match nul à 1, défaite à 0).
| Rang | Équipe             | Pts | J  | G  | N  | P  | Bp | Bc | Diff |
| ---- | ------------------ | --- | -- | -- | -- | -- | -- | -- | ---- |
| 1    | Qarabağ FK'T'C     | 68  | 32 | 20 | 8  | 4  | 51 | 28 | +23  |
| 2    | FK Inter Bakou     | 63  | 32 | 17 | 12 | 3  | 55 | 20 | +35  |
| 3    | FK Qabala          | 54  | 32 | 15 | 9  | 8  | 46 | 35 | +11  |
| 4    | FK Neftchi Bakou   | 49  | 32 | 13 | 10 | 9  | 38 | 33 | +5   |
| 5    | FK Simurq Zaqatala | 39  | 32 | 11 | 6  | 15 | 41 | 39 | +2   |
| 6    | AZAL PFK Bakou     | 39  | 32 | 10 | 9  | 13 | 37 | 42 | -5   |
| 7    | FK Khazar Lankaran | 32  | 32 | 8  | 8  | 16 | 35 | 46 | -11  |
| 8    | FK Sumgayit        | 31  | 32 | 7  | 10 | 15 | 32 | 43 | -11  |
| 9    | FK Bakou           | 17  | 32 | 3  | 8  | 21 | 19 | 68 | -49  |
| 10   | Araz NakhitchevanP | 0   | 0  | 0  | 0  | 0  | 0  | 0  | 0    |

|  | Qualification pour le 2e tour de qualification de la Ligue des champions 2015-2016 |
|  | Qualification pour le 1er tour de qualification de la Ligue Europa 2015-2016       |
|  | Forfait en cours de championnat                                                    |
|  | Relégation en deuxième division                                                    |
|  | Retrait du championnat en fin de saison                                            |
|  | T : Tenant du titre C : Vainqueur de la Coupe d'Azerbaïdjan P : Promu de D2        |

- L'équipe d'Araz Nakhitchevan, promue de I Divizionu, s'est officiellement retirée de la Premyer Liqası le 17 novembre 2014. Tous ses résultats précédents ont alors été annulés[1].

### Résultats
| Résultats (▼dom., ►ext.) | ARZ | AZL | BAK | INT | KHA | SIM | NEF | QAR | GAB | SUM | ARZ | AZL | BAK | INT | KHA | SIM | NEF | QAR | GAB | SUM |
| Araz Nakhitchevan        |     |     |     |     |     |     |     |     |     |     |     |     |     |     |     |     |     |     |     |     |
| AZAL PFK Bakou           |     |     | 0-1 | 1-1 | 1-1 | 2-2 | 2-1 | 0-3 | 3-3 | 3-2 |     |     | 2-0 | 1-1 | 3-1 | 5-0 | 0-1 | 0-1 | 0-4 | 1-1 |
| FK Bakou                 |     | 1-3 |     | 0-1 | 0-0 | 1-0 | 1-3 | 2-4 | 0-2 | 1-2 |     | 0-2 |     | 1-2 | 2-1 | 0-3 | 0-0 | 1-1 | 0-2 | 0-0 |
| FK Inter Bakou           |     | 1-0 | 7-0 |     | 3-1 | 0-0 | 2-1 | 0-0 | 4-0 | 5-1 |     | 2-0 | 4-0 |     | 2-0 | 2-1 | 4-0 | 2-1 | 1-2 | 0-0 |
| FK Khazar Lankaran       |     | 1-1 | 4-0 | 1-0 |     | 2-1 | 2-2 | 2-3 | 3-0 | 0-1 |     | 1-0 | 2-1 | 1-2 |     | 0-0 | 2-2 | 1-1 | 0-1 | 3-2 |
| FK Simurq Zaqatala       |     | 2-0 | 5-2 | 1-1 | 2-0 |     | 1-0 | 2-3 | 1-2 | 3-2 |     | 1-0 | 4-0 | 2-3 | 2-0 |     | 0-1 | 0-2 | 2-0 | 1-1 |
| FK Neftchi Bakou         |     | 4-0 | 1-0 | 0-0 | 1-0 | 2-1 |     | 1-3 | 0-0 | 3-2 |     | 1-1 | 2-0 | 0-2 | 2-0 | 0-0 |     | 0-1 | 1-3 | 2-2 |
| Qarabağ FK               |     | 2-1 | 2-2 | 0-0 | 3-2 | 1-0 | 0-0 |     | 2-0 | 2-0 |     | 2-1 | 4-1 | 0-0 | 1-0 | 1-0 | 3-2 |     | 0-1 | 1-0 |
| FK Qabala                |     | 1-2 | 1-1 | 1-1 | 1-1 | 2-3 | 0-0 | 2-1 |     | 3-1 |     | 0-1 | 3-0 | 1-1 | 3-1 | 1-0 | 1-3 | 1-1 |     | 2-0 |
| FK Sumgayit              |     | 0-1 | 1-1 | 0-0 | 1-2 | 2-1 | 0-1 | 3-0 | 1-1 |     |     | 0-0 | 0-0 | 3-1 | 2-0 | 1-0 | 0-1 | 1-2 | 0-2 |     |

## Bilan de la saison
| Championnat d'Azerbaïdjan de football 2014-2015 |                              |
| Champion                                        | Qarabağ FK (3e titre)        |
| Coupes et trophées                              |                              |
| Vainqueur de la Coupe d'Azerbaïdjan 2014-2015   | Qarabağ FK                   |
| Qualifications continentales                    |                              |
| Ligue des champions de l'UEFA 2015-2016         | Qarabağ FK                   |
| Ligue Europa 2015-2016                          | FK Inter Bakou               |
| Ligue Europa 2015-2016                          | FK Qabala                    |
| Ligue Europa 2015-2016                          | FK Neftchi Bakou             |
| Promotions et relégations                       |                              |
| Promus en Premyer Liqası                        | FK Ravan Bakou               |
| Promus en Premyer Liqası                        | Zirə FK                      |
| Promus en Premyer Liqası                        | Kapaz PFC                    |
| Relégués en I Divizionu                         | FK Bakou                     |
| Relégués en I Divizionu                         | FK Simurq Zaqatala (retrait) |
| Relégués en I Divizionu                         | Araz Nakhitchevan (forfait)  |